# 土司

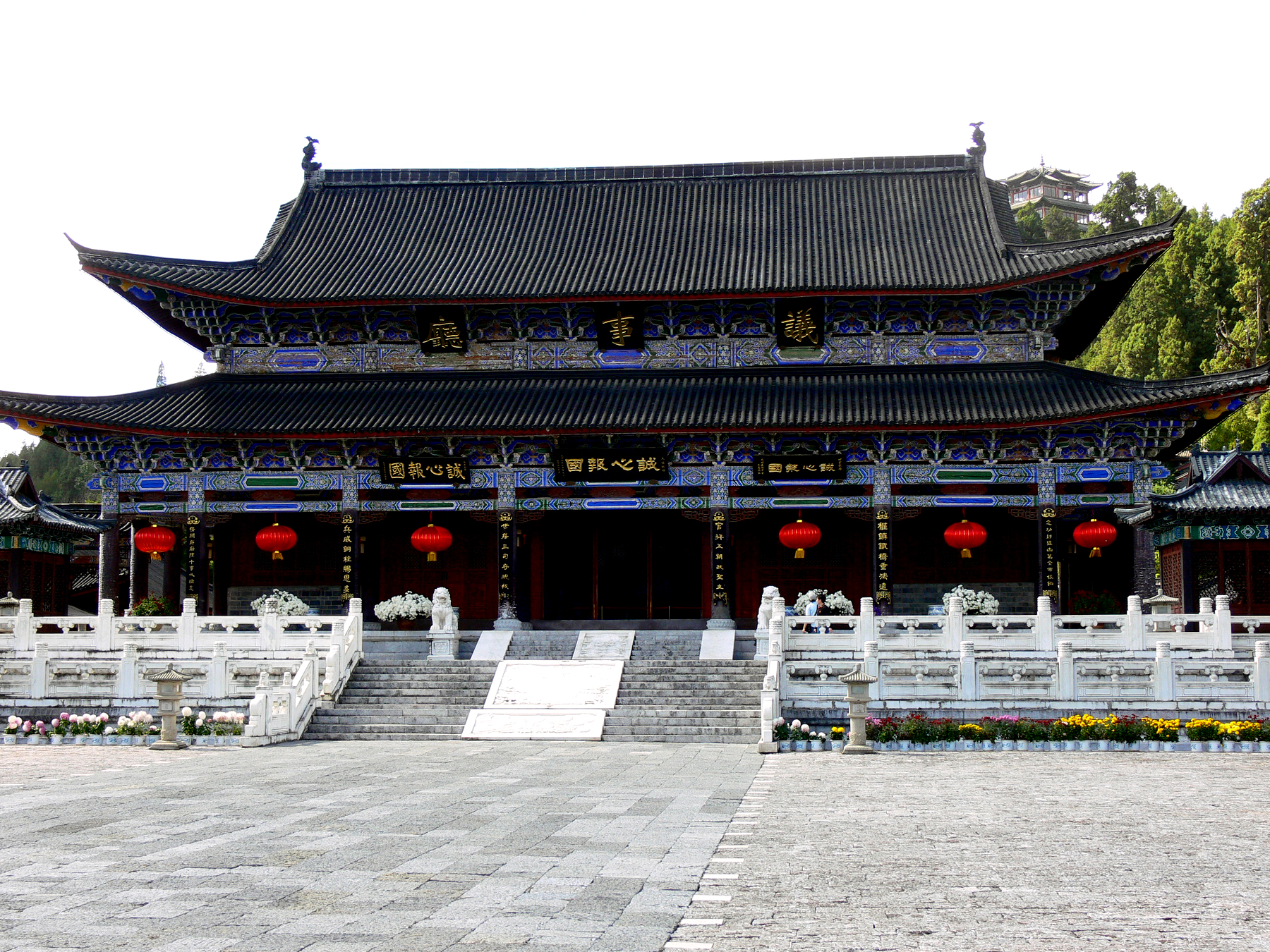
丽江土司木府议事厅

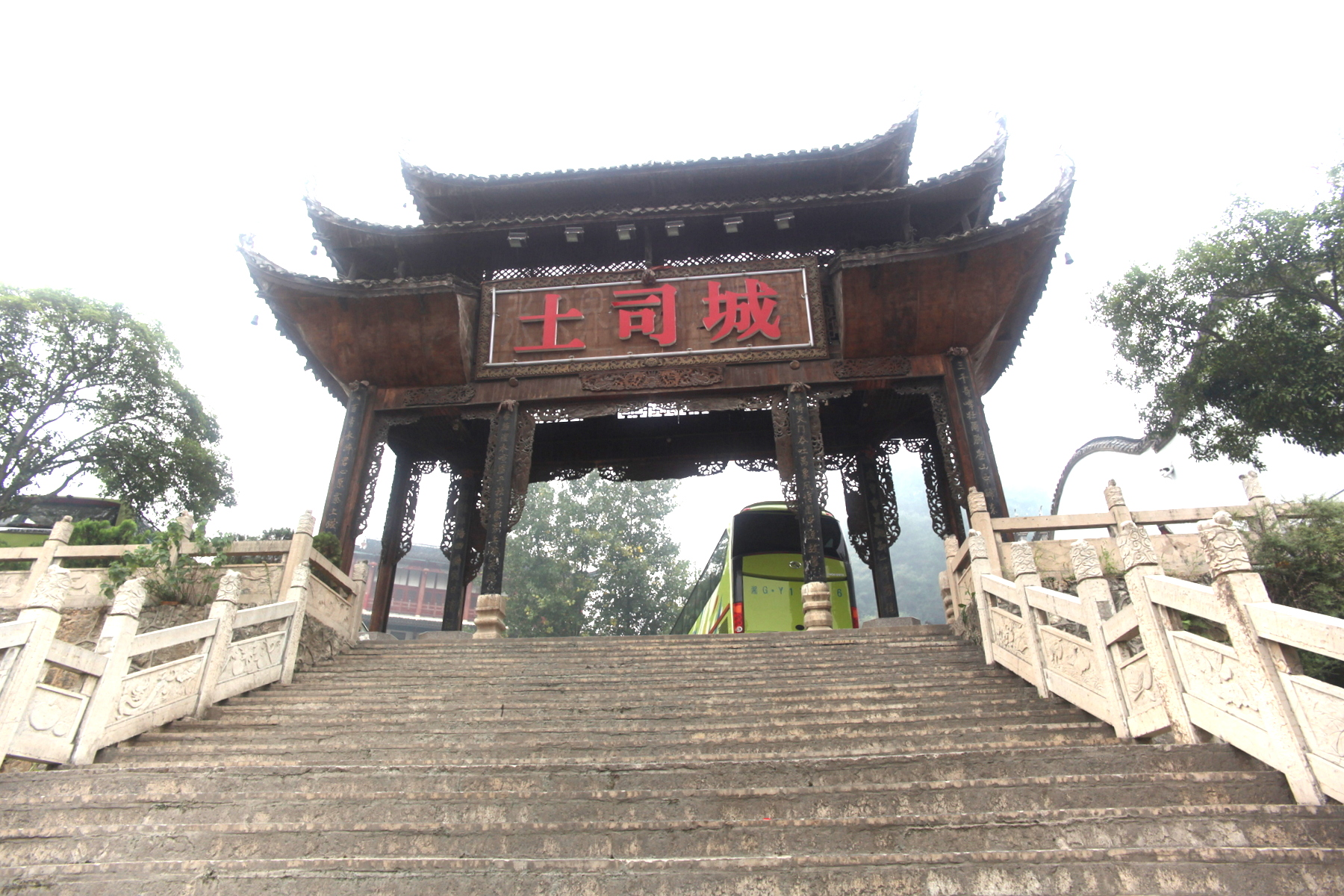
张家界土司城

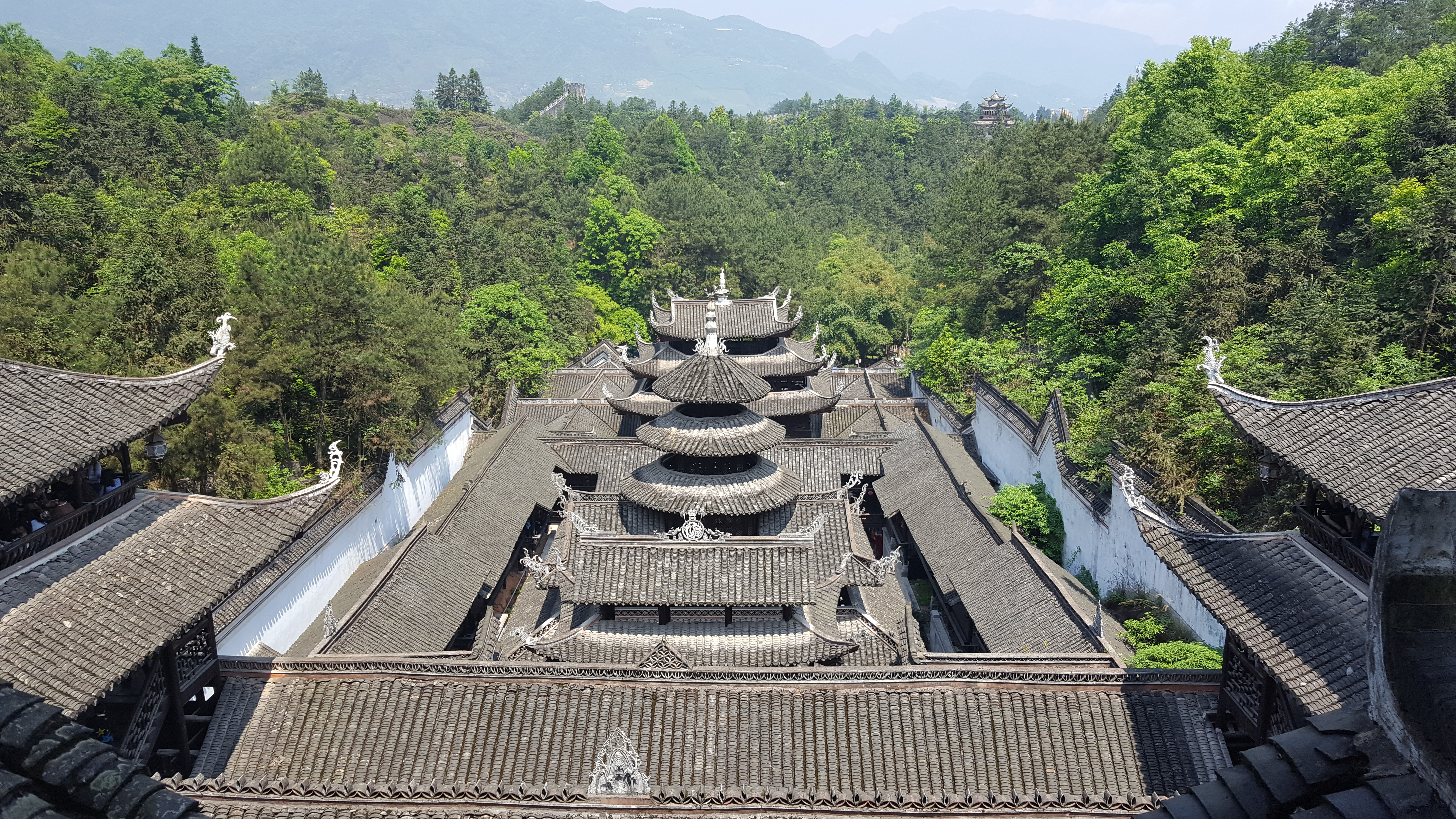
恩施土司城九进堂

土司是中國邊疆的官職，元朝始置，用于封授给西北、西南地区的少数民族部族頭目。
受中國文化的影響，越南後黎朝和阮朝也在其北部少數民族山區設立類似的土司制度，委任部族首領進行統治。中國和西方都有學者將土司制度與美國聯邦政府對印第安保留地比較的描述。

## 簡介
土司職位可以世襲，但是襲官需要獲得朝廷批准。土司對朝廷承擔一定的稅金、傜役、并按照朝廷的敕令提供军队；对内维持其作为部族首领的统治权力。《明史·職官志一》：「凡土司之官九级，自从三（从三品）之袭替，胥从其俗。附寨之官，自都督至镇抚，凡十四等，皆以诰敕辨其伪冒。」
元朝的土司有宣慰使、宣撫使及安撫使三種武官職務。明朝与清朝沿置土司，自明朝起，增加了土知府、土知州、土知县三种文官职务。明孝宗弘治五年（1492年）设置廣西慶遠府永順正长官司。共十九任世袭长官，至清雍正時（1726年）實行改土歸流。
明永樂十一年，思南宣慰使田宗鼎与思州宣慰使田琛因争地叛亂，互相厮殺。亂事平定后，於當地設置贵州布政使司，揭开改土歸流的序幕。明萬曆二十九年（1601年），播州之役后，以播州宣慰司设遵義、平越二府。遵義府入隶四川，平越府入隶贵州。明代改土歸流政策推行並不彻底，真正大规模的推行，是在清朝。雍正三年，發生的长寨事件，云贵总督高其倬於长寨地方仲家族村寨（今贵州贵阳府广顺州）建立营房，遭到攻擊。雍正四年，云贵总督鄂尔泰上书，阐述改土歸流的必要，开始了改土歸流的改革进程。将世袭的土司改为由朝廷科舉任免的流官。同年五月首先平定贵州长寨土司，设立长寨厅（今贵州长顺）。为了推行改土归流的政策，清朝发动了对少数民族的多次战争，但是土司制度直到清朝结束也没有完全消失。
民国时期，宁夏、青海一带的马步芳武装歸順国民政府，但对于其辖地仍然完全自治。抗日期間，國民政府退守西南邊陲地區，西康与云南、四川成为抗战的大后方。傣族土司刀京版、潞江土司线光天等自發組織民眾抗日。
中华人民共和国成立后，经过全国大剿匪、土地改革、民族区域自治等阶段，在原本的少数民族聚居地区逐渐建立了民族自治地方的各级政府，原有的世袭土司制度被完全废除。
中國歷史最久的土司是雲南傣族的景龍金殿國政權，由北宋生存至1950年代。

## 官职与品秩
| 官职名称               | 品秩                       |
| ---------------------- | -------------------------- |
| 宣慰司宣慰使           | 从三品                     |
| 宣抚司宣抚使           | 从四品                     |
| 宣抚司同知             | 正五品                     |
| 宣抚司副使             | 从五品                     |
| 宣抚司经历             | 从八品                     |
| 宣抚司知事             | 正九品                     |
| 安抚司安抚使           | 从五品                     |
| 长官司长官             | 正六品                     |
| 长官司副长官           | （明）从七品、（清）正七品 |
| 土知府                 | 从四品                     |
| 土府同知               | 正五品                     |
| 土府经历               | 正八品                     |
| 土府知事               | 正九品                     |
| 土府照磨               | 从九品                     |
| 土知州                 | 正五品                     |
| 土州同知               | 从六品                     |
| 土州判                 | 从七品                     |
| 土知县                 | 正七品                     |
| 土县丞                 | 正八品                     |
| 土主簿                 | 正九品                     |
| 土巡检                 | 从九品                     |
| 土典史                 | 未入流                     |
| 土驿丞                 | 未入流                     |
| 土盐课司副使           | 未入流                     |
| 土盐井司副使           | 未入流                     |
| 土总管                 | 未入流                     |
| 土寨长                 | 未入流                     |
| 土目                   | 未入流                     |
| 土舍                   | 未入流                     |
| 土营长                 | 未入流                     |
| 土通事                 | 未入流                     |
| 土通把                 | 未入流                     |
| 土巡捕                 | 未入流                     |
| 土火头                 | 未入流                     |
| 都指挥使司土都指挥使   | （明）正二品、（清）正三品 |
| 都指挥使司土都指挥佥事 | （明）正三品、（清）正四品 |
| 土千户                 | 正五品                     |
| 土副千户               | 从五品                     |
| 土百户                 | 正六品                     |
| 土都司                 | 从三品                     |
| 土守备                 | 正五品                     |
| 土千总                 | 从六品                     |
| 土把总                 | 正七品                     |
| 土外委                 | 从九品                     |

## 列表

### 貴州
土司楊應龍
播州之役

## 文学作品
- 1998年长篇小说《塵埃落定》，阿来作品，描写中华民国大陸時期四川藏族土司制度逐步瓦解的过程。

## 外部連結
- 王柯：〈大一統帝國的連續性與非連續性――元、明、清的土司制度〉 （页面存档备份，存于）（2001）
- 谷口房男：〈土司制度论 （页面存档备份，存于）〉。
- 王明珂：〈瓦寺土司的祖源——一個對歷史、神話與鄉野傳說的邊緣研究 （页面存档备份，存于）〉。